# Прайс, Вестон
Прайс, Вестон Эндрю Вели (6 сентября 1870 — 23 января 1948) — американский и канадский стоматолог, учёный, исследователь рациона разных народов, автор книги «Питание и физическая дегенерация» (1939).

## Биография
Вестон Прайс работал стоматологом в Гранд-Форкс, Северная Дакота. После того, как в 1893 году он заболел брюшным тифом, Прайс заинтересовался причинами возникновения кариеса, предполагая, что главным фактором является рацион питания. В то время уже существовала так называемая «гигиеническая теория», согласно которой кариес возникает вследствие недостаточного ухода за полостью рта. В 1930-е годы Прайс оставляет стоматологическую практику и посвящает себя исследованию «контрольных групп» — изолированных групп населения, не потребляющих современные промышленные продукты

#### Исследование «контрольных групп»
Доктор Прайс исследовал рацион и образ жизни десятков разных племён по всем миру.